# Adicija
Adicija (lat. additio - dodavanje, pribrajanje) može značiti:
1. U matematici znači pribrajanje.
2. U organskoj kemiji označava vezivanje vodikovih atoma, atoma drugih elemenata ili radikala na dvostruke ili trostruke veze nezasićenih organskih spojeva. Reakcije adicije obično se pojavljuju kod nezasićenih spojeva i uključuju adiciju jedne molekule (reaktanta) preko nezasićene veze (npr. dvostruka ili trostruka veza) na drugu molekule (supstrata) čime se dobije jedinstven produkt koji je formiran kombinacijom obadviju reagirajućih molekula.